# Herrarnas lagtävling i tempolopp i landsvägscykling vid olympiska sommarspelen 1984
Herrarnas lagtempolopp i landsvägscykling vid olympiska sommarspelen 1984 ägde rum söndagen den 5 augusti 1984 i Los Angeles.

## Medaljörer
| Event                  | Guld                                                                    | Silver                                                            | Brons                                                        |
| Herrarnas lagtempolopp | Italien Marcello Bartalini Marco Giovannetti Eros Poli Claudio Vandelli | Schweiz Alfred Achermann Richard Trinkler Laurent Vial Benno Wiss | USA Ron Kiefel Clarence Knickman Davis Phinney Andrew Weaver |

## Resultat
| Placering | Cyklister                                                              | Lag            | Tid     |
| --------- | ---------------------------------------------------------------------- | -------------- | ------- |
| 1         | Marcello Bartalini Marco Giovannetti Eros Poli Claudio Vandelli        | Italien        | 1:58,28 |
| 2         | Alfred Acherman Richard Trinkler Laurent-P. Vial Benno Wiss            | Schweiz        | 2:02,38 |
| 3         | Ronald Kiefel Roy Knickman Davis Phinney Andrew Weaver                 | USA            | 2:02,57 |
| 4         | Johan Alberts Erik Breukink Martinus Ducrot Gert Jakobs                | Nederländerna  | 2:04,46 |
| 5         | Bengt Asplund Per Christiansson Magnus Knutssan Håkan Larsson          | Sverige        | 2:05,07 |
| 6         | Jean Francois Bernard Philippe Bouvatier Thierry Marie Denis Prlizzari | Frankrike      | 2:05,31 |
| 7         | John Carlsen Kim Jolin Eriksen Lars Erik Jensen Søren Lilholt          | Danmark        | 2:05,31 |
| 8         | Steve Poulter Keith Reynolds Peter Sanders Darryl Webster              | Storbritannien | 2:05,51 |
| 9         | Bruno Bulic Primoz Cerin Janez Lampic Bojan Ropret                     | Jugoslavien    | 2:05,55 |
| 10        | Dag Hopen Hans Patter Odegaard Arnstein Raunehaug Morten Sæther        | Norge          | 2:07,05 |
| 11        | Karl Krenauer Johann Lienhart Peter Muckenhuber Helmut Wechselberger   | Österrike      | 2:08,08 |
| 12        | Hartmut Bolts Thomas Freienstein Bernd Grone Michael Maue              | Västtyskland   | 2:08,15 |
| 13        | Harry Hannus Kari Myyrylainen Patrick Wackström Sixten Wackström       | Finland        | 2:08,17 |
| 14        | Pierre Harvey Alain Masson Robert Pulfer Martin Willock                | Kanada         | 2:09,44 |
| 15        | Jeff Leslie Michael Lynch Gary Trowell Elliot Watters                  | Australien     | 2:10,20 |
| 16        | Philip Cassidy Martin Early Paul Kimmage Gary Thomson                  | Irland         | 2:10,52 |
| 17        | Raul Alcala Felipe Enriquez Guillermo Gutierrez Cuauhtemoc Munoz       | Mexiko         | 2:13,16 |
| 18        | Gilson Alvaristo Jair Braga Renan Ferraro Marcos Mazzaron              | Brasilien      | 2:15,37 |
| 19        | Choy Yiu-Chung Hung Chung-Yam Law Siu-On Leung Hung-Tak                | Hongkong       | 2:17,24 |
| 20        | Cho Gun-Hang Jang Yun-Ho Kim Chul-Seok Lee Jan-Ok                      | Sydkorea       | 2:17,25 |
| 21        | Han Shuxiang Liu Fu Wang Wanqiang Zeng Bo                              | Kina           | 2:17,34 |
| 22        | David Dibben Alfred Ebanks Craig Merren Aldyn Wint                     | Caymanöarna    | 2:22,49 |
| 23        | Alain Ayissi Lucas Feutsa Joseph Kono Dieudonne Ntep                   | Kamerun        | 2:25,26 |
| 24        | Hasan Alabsi Ahmed Alsaleh Mohammed Alshanqiti Rajab Moqbil            | Saudiarabien   | 2;28,28 |
| 25        | Joslyn Chavarria Warren Cove Kurk Cutkelvin Merlyn Dawson              | Belize         | 2:36,55 |
| 26        | Dyton Chimwaza Daniel Kaswanga George Nayeja Amadu Yusufo              | Malawi         | 2:37,32 |
|           | Mustapha Afandi Brahim Benbouilla Mustapha Najjari Ahmed Rhaili        | Marocko        | NP      |